# Danuta Piskorowska
Danuta Piskorowska (ur. 17 lipca 1980) – polska lekkoatletka specjalizująca się w biegach długodystansowych i biegach górskich.
Treningi biegowe rozpoczęła w 2008. W 2011 zdobyła brązowy medal mistrzostw Polski seniorów w maratonie. Rok później ogłoszono, że podczas tego biegu wykryto u zawodniczki niedozwoloną substancję – co skutkuje utratą medalu oraz dwuletnią dyskwalifikacją. Po odwołaniu złożonym przez zawodniczkę i w związku ze zmianą przepisów antydopingowych w sierpniu 2012 przywrócono Piskorowskiej prawa zawodnicze.